# Nel Rosiers
Nel Rosiers (Mechelen, 26 juni 1949), voluit Nellie Rosiers is een Belgische actrice en voormalig regisseur. Ze werkte voor het Koninklijk Muziek Conservatorium Antwerpen en is tegenwoordig politiek actief bij Groen. 

## Biografie
Rosiers studeerde Drama van 1970 tot 1973 aan het Koninklijk Conservatorium Antwerpen. Ze was van 1976 tot 1982 als actrice verbonden aan de VRT. Rosiers debuteerde in de film Dood van een non als Sabine Arnauld, naar het gelijknamige boek van Maria Rosseels.
Rosiers maakte deel uit van de cast van Jan Matterne in De Collega's. Daar nam ze de rol op zich van de een ietwat 'speciale' secretaresse, Mireille Puis. Bij het grote publiek bekend als Miraa-Meisje, de vlam van Philemon Persez (René Verreth).
In 2018 speelde ze wederom de rol van "Mireille Puis" in de film De Collega's 2.0, de rol die haar de bekendheid verwierf in Vlaanderen.

## Carrière

### Theater
- Mechels Miniatuur Teater (MMT)
- Theater van Ivonne Lex.

### Televisie
- De komst van Joachim Stiller
- De Collega's
- Merlina (aflevering: De Rechtvaardige rechters)
- Brussels by Night
- Postbus X (aflevering: Teleterreur)
- De bossen van Vlaanderen (mevrouw Reynaert)
- Wittekerke (Mathilde Schoonaerts)
- Thuis (commissielid)
- Spoed (aflevering: Kerstnacht)
- De Collega's 2.0
- Commissaris Roos

### Filmografie
- 1985: De aardwolf
- 1983: Na de liefde
- 1983: Brussels by Night
- 1980: Jan Rap en zijn Maat - verfilmd theaterstuk naar het boek van schrijfster Yvonne Keuls.
- 1975: Dood van een non

## Politiek
Mede geïnspireerd door het Kajottersverleden van haar ouders was Nel Rosiers al van jongs af aan geïnteresseerd in politiek. Als overtuigd veganiste   was ze een militant lid van diverse ecologistische verenigingen zoals Natuurpunt, Velt, Ethisch Vegetarisch Alternatief, Gaia, Friends of the Earth International, Greenpeace, WWF. Ze voerde ook actie voor projecten van duurzame ontwikkeling en fair-trade voor organisaties van de vredes- en derdewereldbeweging zoals SOS Kinderdorpen, Unicef, Artsen zonder grenzen en Damiaanactie. 
Pas na haar actieve acteercarrière engageerde Rosiers zich in de (lokale) partijpolitiek. In januari 2011 werd Nel Rosiers verkozen tot gemeenteraadslid voor de partij Groen van Zwijndrecht (Burcht). Daar werd ze meteen na haar verkiezing aangesteld tot plaatsvervangend afgevaardigde van de Zwijndrechtse Huisvestingsmaatschappij, zetelde ze in het partijbestuur en in diverse gemeentecommissies.
In oktober 2018 kandideerde Rosiers in het district Brugge als zesde opvolger op de West-Vlaamse provincieraadslijst van Groen maar werd niet verkozen. Ze werd evenmin verkozen toen ze in oktober 2024 opnieuw opkwam voor Groen, ditmaal voor de gemeenteraad van Zoersel.
Sinds het overlijden van haar echtgenoot in 2020 houdt Rosiers, die naar eigen zeggen telepathisch en spiritistisch begaafd is, zich bezig met het schrijven van spirituele poëzie, toneelbewerkingen, meditatie en yoga.

## Privé
Op 14 februari 1997 trouwde ze met Luc Lotigiers, de vader van Helmut Lotti. Op 13 augustus 2020 overleed haar echtgenoot.